# Alabagrus parvifaciatus
Alabagrus parvifaciatus är en stekelart som först beskrevs av Cameron 1911.  Alabagrus parvifaciatus ingår i släktet Alabagrus och familjen bracksteklar. Inga underarter finns listade i Catalogue of Life.